# 16755 Cayley
16755 Cayley este un asteroid din centura principală de asteroizi.

## Descriere
16755 Cayley este un asteroid din centura principală de asteroizi. A fost descoperit pe 9 septembrie 1996 la Prescott (Arizona) de Paul G. Comba. Asteroidul prezintă o orbită caracterizată de o semiaxă mare de 2,59 ua, o excentricitate de 0,27 și o înclinație de 4,6° în raport cu ecliptica.